# Mährische Landesbibliothek

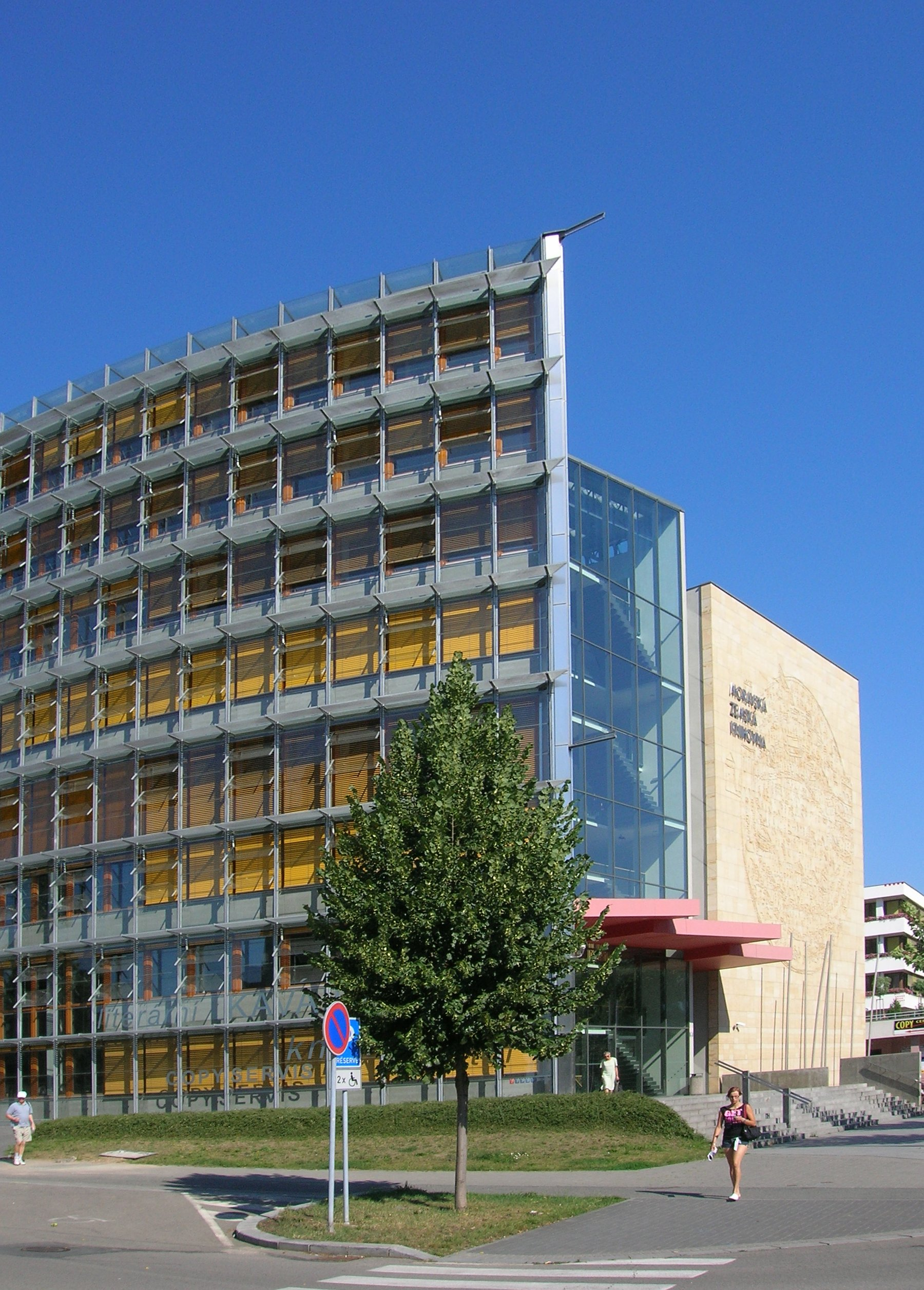
Mährische Landesbibliothek Brünn

Die Mährische Landesbibliothek (tschechisch: Moravská zemská knihovna, MZK) ist eine 1958 gegründete wissenschaftliche Bibliothek in der südmährischen Stadt Brünn. Mit einem Bestand von vier Millionen Medien ist sie die zweitgrößte Bibliothek der Tschechischen Republik, nach der Nationalbibliothek in Prag.

## Geschichte
Von den bis 1958 drei Vorgängereinrichtungen und bis dahin eigenständigen Brünner Bibliotheken, war die Universitätsbibliothek Brünn in Bezug auf Alter und historische Bestände die bedeutendste. Die Universitätsbibliothek ging ursprünglich auf die im Jahre 1770 gegründete Handbibliothek der Gesellschaft zur Beförderung des Ackerbaues in Mähren zurück. 1811 entstand hieraus die k.k. Mährisch-Schlesische Gesellschaft zur Beförderung des Ackerbaues, der Natur- und Landeskunde und auf dessen Initiative 1818 das Franzensmuseum Brünn. Im Juni 1899 übernahm das Land Mähren die Trägerschaft dieser Bibliothek, und baute sie zur k.k. Landesbibliothek aus.
Nach Entstehen der Ersten Tschechoslowakischen Republik (1918) und Gründung der Masaryk-Universität Brünn (1919) erhielt die Mährische Landesbibliothek am 23. Mai 1923 die Stellung einer Landes- und Universitätsbibliothek. 1935 erhielt sie das Pflichtexemplarrecht für Mähren und Schlesien.
1958 wurde durch Zusammenschluss der Universitätsbibliothek, der Staatlichen Technischen Bibliothek (gegr. 1900 als Bibliothek der Technischen Hochschule) und der Staatlichen Pädagogischen Bibliothek (gegr. 1921 als Pädagogische Zentralbibliothek) die staatliche Wissenschaftliche Bibliothek in Brünn (Státní vědecká knihovna v Brně) gegründet. 1993 erfolgte deren Umbenennung in Mährische Landesbibliothek. Einen 1994 durch die Stadt Brünn und das Direktorium der Mährischen Landesbibliothek ausgeschriebenen Architekturwettbewerb für einen zentralen Neubau der Bibliothek gewann das Prager Architektenbüro ONEX. Nach dreijähriger Bauzeit wurde die neue Zentralbibliothek am 2. April 2001 feierlich eröffnet.
Direktorien
- 1909–1919: Wilhelm Schram